# Gagere
Der Gagere ist ein Fluss im Einzugsgebiet der Sokoto in Nigeria. Er ist einer der beiden Quellflüsse des Rima.

## Verlauf
Der Fluss hat seine Quellen im Bundesstaat Katsina, etwa 35 km nordöstlich der Stadt Funtua. Er fließt in nordwestliche Richtung. Der Gagere vereinigt er sich bei der Stadt Isa mit dem Bunsuru und bildet so den Rima.

## Hydrometrie
Die Abflussmenge des Gagere wurde an der Mündung gemessen (in m³/s).